# شان بین
شان مارک بین (انگلیسی: Sean Mark Bean؛ زادهٔ ۱۷ آوریل ۱۹۵۹) بازیگر انگلیسی است. او بعد از فارغ‌تحصیلی در آکادمی سلطنتی هنرهای دراماتیک، فعالیتش را در ۱۹۸۳ با نمایش‌هایی مانند رومئو و ژولیت آغاز کرد. بین از ۱۹۹۳ تا ۱۹۹۷ با بازی در مجموعهٔ تلویزیونی شارپ در میان عموم شناخته شد و سپس با فیلم‌های اکشن بازی پاتریوت (۱۹۹۲)، گولدن‌آی (۱۹۹۵) و رونین (۱۹۹۸) به شهرت بیشتری دست یافت. او نقش برومیر را در نخستین قسمت از سه‌گانهٔ فانتزی حماسی ارباب حلقه‌ها با نام ارباب حلقه‌ها: یاران حلقه (۲۰۰۱) ایفا کرد. در تلویزیون، بین نقش ند استارک را در فصل اول مجموعهٔ فانتزی بازی تاج‌وتخت (۲۰۱۱–۲۰۱۹) ایفا کرده‌است.
دیگر فیلم‌های برجستهٔ بین شامل گنجینه ملی (۲۰۰۴)، تروآ (۲۰۰۴)، نقشه پرواز (۲۰۰۵)، سرزمین شمالی (۲۰۰۵)، جزیره (۲۰۰۵)، سایلنت هیل (۲۰۰۶)، مرگ سیاه (۲۰۱۰)، صعود ژوپیتر (۲۰۱۵) و مریخی (۲۰۱۵) می‌شود.

## فیلم‌شناسی
| سال  | عنوان                              | نقش          |
| ---- | ---------------------------------- | ------------ |
| ۱۹۸۶ | کاراواجو                           |              |
| ۱۹۸۸ | دوشنبه طوفانی                      |              |
| ۱۹۸۹ | مرثیه جنگ                          |              |
| ۱۹۹۰ | مزرعه                              |              |
| ۱۹۹۲ | بازی پاتریوت                       |              |
| ۱۹۹۴ | خرید                               |              |
| ۱۹۹۴ | زیبای سیاه                         |              |
| ۱۹۹۵ | گولدن‌آی                            |              |
| ۱۹۹۵ | وقتی شنبه می‌آید                    |              |
| ۱۹۹۷ | آنا کارنینا                        |              |
| ۱۹۹۸ | رونین                              |              |
| ۱۹۹۹ | براوو دو صفر                       |              |
| ۲۰۰۰ | بچه‌های محله اسکس                   |              |
| ۲۰۰۱ | ارباب حلقه‌ها: یاران حلقه           | برومیر       |
| ۲۰۰۱ | هیچی نگو                           |              |
| ۲۰۰۲ | ارباب حلقه‌ها: دو برج               | برومیر       |
| ۲۰۰۲ | تعادل                              |              |
| ۲۰۰۲ | تام و توماس                        |              |
| ۲۰۰۳ | ارباب حلقه‌ها: بازگشت پادشاه        | برومیر       |
| ۲۰۰۳ | بزرگ خالی                          |              |
| ۲۰۰۳ | هنری هشتم                          |              |
| ۲۰۰۴ | تروآ                               | اودیسئوس     |
| ۲۰۰۴ | گنجینهٔ ملی                         | یان هو       |
| ۲۰۰۵ | سرزمین شمالی                       | کایل         |
| ۲۰۰۵ | جزیره                              |              |
| ۲۰۰۵ | نقشه پرواز                         |              |
| ۲۰۰۵ | تاریکی                             |              |
| ۲۰۰۶ | سایلنت هیل                         |              |
| ۲۰۰۷ | بین‌راهی                            |              |
| ۲۰۰۷ | شمال دور                           | لوکی         |
| ۲۰۰۷ | قانون‌شکن                           |              |
| ۲۰۱۰ | پول نقد                            |              |
| ۲۰۱۰ | پرسی جکسون و المپ‌نشینان: دزد صاعقه |              |
| ۲۰۱۰ | مرگ سیاه                           | اولریک       |
| ۲۰۱۰ | مسابقه مرگ ۲                       |              |
| ۲۰۱۱ | عصر قهرمانان                       |              |
| ۲۰۱۱ | بازی تاج و تخت                     | ند استارک    |
| ۲۰۱۲ | سایلنت هیل: مکاشفات                |              |
| ۲۰۱۲ | سربازان ثروت                       |              |
| ۲۰۱۲ | بدون سابقه                         |              |
| ۲۰۱۲ | ای آینه ای آینه                    |              |
| ۲۰۱۴ | افسانه‌ها                           |              |
| ۲۰۱۴ | خون شریر                           |              |
| ۲۰۱۵ | صعود ژوپیتر                        | استینگ آپینی |
| ۲۰۱۵ | پیکسل‌ها                            |              |
| ۲۰۱۵ | مریخی                              |              |
| ۲۰۱۶ | مسیح جوان                          |              |
| ۲۰۱۷ | پهپاد                              | نیل ویستین   |
| ۲۰۱۷ | رودخانه تاریک                      |              |
| ۲۰۲۰ | متصرف                              | جان پارس     |
| ۲۰۲۰ | ولف واکرز                          |              |
| ۲۰۲۵ | پوشش عمیق                          |              |